# Hydrellia conformis
Hydrellia conformis är en tvåvingeart som beskrevs av Friedrich Hermann Loew 1869. Hydrellia conformis ingår i släktet Hydrellia och familjen vattenflugor. Inga underarter finns listade i Catalogue of Life.